# Пихл, Йозеф Боислав
Йозеф Боислав Пихл (чеш. Josef Bojislav Pichl; 22 августа 1813, Косорж, Австрийская империя — 11 марта 1888, Карлин, Прага, Австро-Венгрия) — чешский писатель

, публицист, переводчик, журналист, издатель. Доктор медицины. Общественный деятель.

## Биография
Родился в семье пивовара. В 1843 году окончил медицинский факультет университета в Праге. Участвовал в патриотической деятельности. После окончания учёбы переехал в Пардубице, работал городским врачом. В марте 1848 года — участник революционных событий.

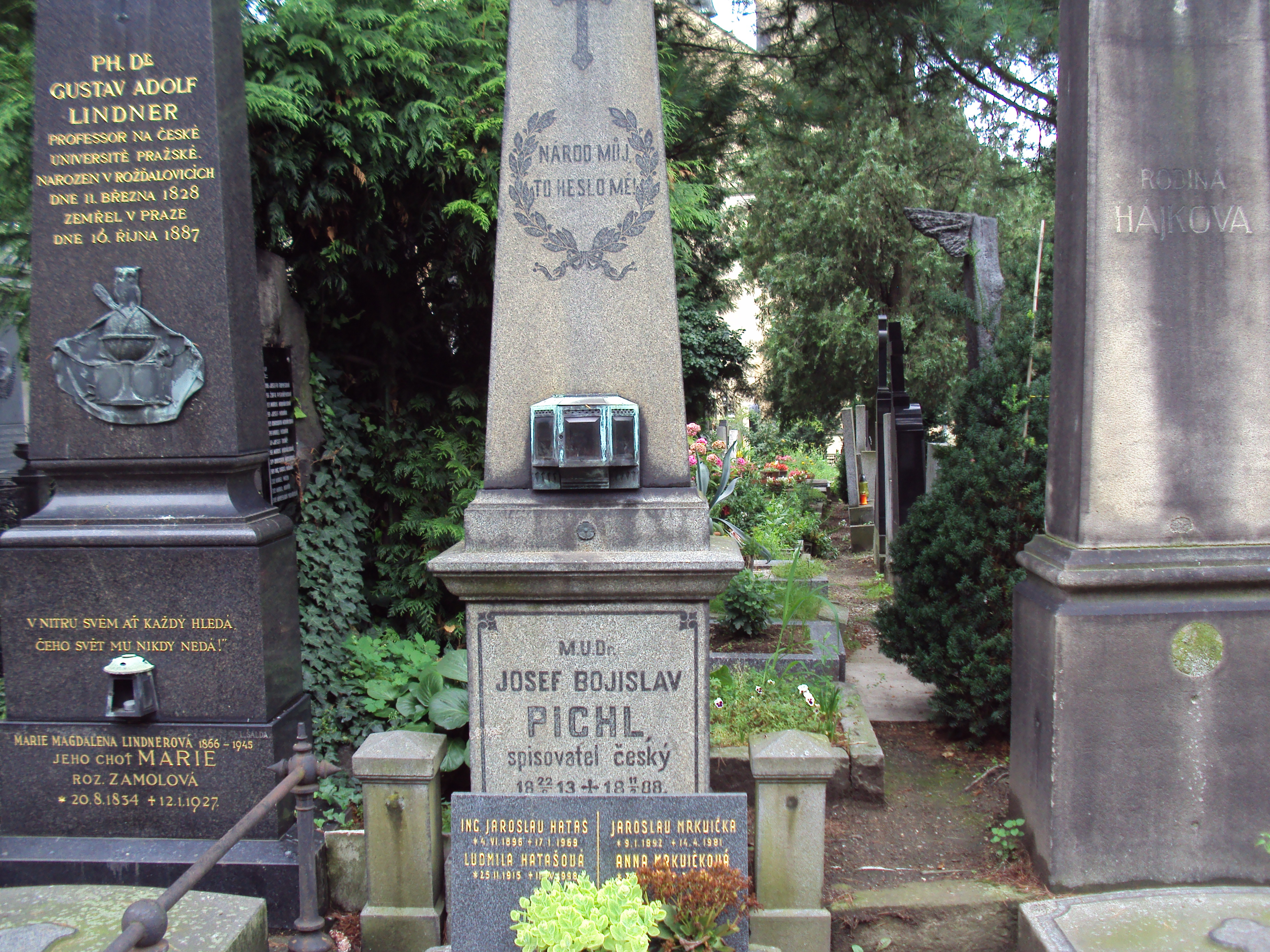
Могила И. Пихля на Вышеградском кладбище

Тогда же задумал создать политическую газету, написанную простым языком для широкой публики.
Стал издавать в Пардубицах газету: «Pardubicky hlasatel swobody a lidu prawa», которой до такой степени раздражал местные консервативные силы, что вынужден был продолжать свою публицистическую деятельность в Праге, где издавал газету «Svatováclavské poselství».
Дебютировал, опубликовав свои первые стихи в 1831 году. В 1854 году был назначен врачом металлургического завода в Кладно. Вёл общественную деятельность. В 1861 году стал главным врачом-металлургической отрасли в Ниржани, в 1864 году — администратором богадельни св. Варфоломея в Праге.
Отдельно издал: «Spoleczensky krasorzecznik czeski» (1852—1853), «Spoleczensky spiewnik czeski» (1851, 7 изд. 1865 г.). Занимался переводами, в том числе первый том «Дон Кихота» Сервантеса.